# مهدی رجبی‌فر
محمدمهدی رحبی‌فر (زاده ۲۸ آذر ۱۳۷۶) بازیکن فوتبال اهل نهاوند است که در پست هافبک برای باشگاه فوتبال استقلال تهران در لیگ برتر فوتبال ایران توپ می‌زند.
محمد مهدی رحبی فر سابقه عضویت در نوجوانان و جوانان استقلال را دارد .وی بین سال‌های ۱۳۹۲ تا ۹۴ در تیم امیدهای استقلال و زیر نظر سیروس دین‌محمدی بازی می‌کرد. رحبی‌فر در فصل ۹۵–۱۳۹۴ به تیم اصلی استقلال اضافه شد و شمارهٔ ۱۶ که پیش از این بر تن هاشم بیک‌زاده بود را بر تن کرد.